# Citizens for the Republic
Citizens for the Republic foi um comitê de ação política criado por Ronald Reagan cinco meses depois de perder por pouco a indicação do Partido Republicano para presidente em 1976. O Citizens for the Republic foi criado com o dinheiro que sobrou da campanha de Reagan, e tinha o objetivo de atrair o apoio dos conservadores.